# 에두아르도 곤살레스 발리뇨
에두아르도 곤살레스 발리뇨(스페인어: Eduardo González Valiño; 1911년 4월 14일, 갈리시아 주 라 코루냐 ~ 1979년 10월 21일, 갈리시아 주 라 코루냐)는 스페인의 전 축구 선수이다. 차초는 라 코루냐에서 출생하여 최후를 맞이했다. 그는 현역 시절 데포르티보(1927–1934, 1936–1946)와 아틀레티코 마드리드(1934–1936)에서 활약했고, 스페인 국가대표팀 3경기에 출전해 6골을 넣었으며, 1934년 월드컵에 참가했다.
그는 이후 데포르티보를 감독했고, 리아소르 근처에는 그를 기리는 석상이 세워져 있다.